# Боривоје Дробњаковић
Боривоје Дробњаковић (Крагујевац, 17. август 1890 — Београд, 7. фебруар 1961) био је антропогеограф, етнолог и музеолог.

## Биографија
Археологију и етнологију дипломирао у Београду 1913. У Првом светском рату избегао са српском војском преко Албаније. Године 1915 — 1918, био је наставник у српским школама у Француској, а од 1920—1927. професор гимназије. Од 1927—1950. најпре кустос па директор Етнографског музеја у Београду, а затим редовни професор етнологије на Филозофском факултету у Београду.
Докторирао је 1953. За дописног члана САН изабран је 1955, а директор Етнографског института САН 1957 — 1961. Израдио је неколико опсежних антропогеографских монографија и неколико монографија варошица у Србији. Проучавао је порекло становништва, традиционалну привреду, саобраћај, куће, ношње, обичаје и др. Његови радови настајали су из грађе сабране у народу, на основу археолошких и других писаних докумената и музејских предмета. Писао је упутство за сабирање грађе, преводио, популаризовао науку и уређивао разне публикације. Први је предавао етнографску музеологију.
По њему је названа награда за животно дело коју додељује Етнографски музеј у Београду. Добитник награде 2021. био је Љубинко Раденковић.